# Tournoi d'ouverture du championnat du Honduras de football 2008
Navigation
Saison précédente Saison suivante
Le Tournoi Apertura 2008 est le vingt-deuxième tournoi saisonnier disputé au Honduras.
C'est cependant la 53e fois que le titre de champion du Honduras est remis en jeu.
Lors de ce tournoi, le CD Olimpia a tenté de conserver son titre de champion du Honduras face aux neuf meilleurs clubs honduriens.
Chacun des dix clubs participant était confronté deux fois aux neuf autres équipes. Puis les quatre meilleures se sont affrontées lors d'une phase finale à la fin du tournoi.
Seulement une place était qualificative pour la Ligue des champions de la CONCACAF.

## Les 10 clubs participants
| \| Hispano FC Real Juventud CD Marathon Real España CD Motagua CD Olimpia CD Motagua CD Olimpia CD Platense CD Marathon Real España Deportes Savio CD Victoria CD Vida CD Victoria CD Vida \| Localisation des clubs. |
| Hispano FC Real Juventud CD Marathon Real España CD Motagua CD Olimpia CD Motagua CD Olimpia CD Platense CD Marathon Real España Deportes Savio CD Victoria CD Vida CD Victoria CD Vida                               |

| Club               | Stade                        | Capacité | Ville               |
| Hispano FC (en)    | Stade Carlos Miranda         | 10 000   | Comayagua           |
| Real Juventud (en) | Stade Argelio Sabillon       | 5 000    | Santa Bárbara       |
| CD Marathon        | Stade Yankel Rosenthal       | 15 000   | San Pedro Sula      |
| CD Motagua         | Stade Tiburcio Carias Andino | 35 000   | Tegucigalpa         |
| CD Olimpia         | Stade Tiburcio Carias Andino | 35 000   | Tegucigalpa         |
| CD Platense        | Stade Excelsior              | 10 000   | Puerto Cortés       |
| Real España        | Stade Francisco Morazán      | 20 000   | San Pedro Sula      |
| Deportes Savio     | Stade Sergio Antonio Reyes   | 3 000    | Santa Rosa de Copán |
| CD Victoria        | Stade Nilmo Edwards          | 25 000   | La Ceiba            |
| CD Vida            | Stade Nilmo Edwards          | 25 000   | La Ceiba            |

## Compétition
Le tournoi Apertura s'est déroulé de la même façon que les tournois saisonniers précédents, en deux phases :
- La phase de qualification : les dix-huit journées de championnat.
- La phase finale : les matchs aller-retour allant des demi-finales à la finale.

### Phase de qualification
Lors de la phase de qualification les dix équipes affrontent à deux reprises les neuf autres équipes selon un calendrier tiré aléatoirement.
Les quatre meilleures équipes sont qualifiées pour les demi-finales.
Le classement est établi sur le barème de points classique (victoire à 3 points, match nul à 1, défaite à 0).
Le départage final se fait selon les critères suivants :
- Le nombre de points.
- La différence de buts générale.
- La différence de buts particulière.
- Le nombre de buts marqué.

### Classement
| Rang | Équipe                 | Pts | J  | G  | N | P  | Bp | Bc | Diff |
| ---- | ---------------------- | --- | -- | -- | - | -- | -- | -- | ---- |
| 1    | Real España            | 38  | 18 | 10 | 6 | 2  | 33 | 18 | +15  |
| 2    | CD Marathon            | 32  | 18 | 9  | 5 | 4  | 26 | 20 | +6   |
| 3    | CD Motagua             | 30  | 18 | 9  | 3 | 6  | 24 | 21 | +3   |
| 4    | CD Olimpia (T)         | 29  | 18 | 8  | 5 | 5  | 19 | 17 | +2   |
| 5    | Deportes Savio         | 28  | 18 | 8  | 5 | 5  | 24 | 19 | +5   |
| 6    | Hispano FC (en)        | 25  | 18 | 7  | 4 | 7  | 31 | 28 | +3   |
| 7    | CD Platense            | 23  | 18 | 6  | 5 | 7  | 22 | 25 | -3   |
| 8    | CD Victoria            | 22  | 18 | 6  | 4 | 8  | 22 | 27 | -5   |
| 9    | Real Juventud (en) (P) | 12  | 18 | 3  | 3 | 12 | 13 | 24 | -11  |
| 10   | CD Vida                | 9   | 18 | 1  | 6 | 11 | 10 | 25 | -15  |

| Légende : Qualifications et relégations | Légende : Qualifications et relégations                  |
| --------------------------------------- | -------------------------------------------------------- |
|                                         | Qualifié pour les demi-finales                           |
|                                         | (T) : Tenant du titre (P) : Promu de la saison 2007-2008 |

#### Matchs
| Résultats (▼dom., ►ext.)                                   | Sav | His | Mar | Mot | Oli | Pla | Esp | Juv | Vic | Vid |
| Deportes Savio                                             |     | 2-1 | 2-1 | 2-1 | 0-1 | 2-1 | 1-1 | 2-1 | 3-1 | 1-1 |
| Hispano FC (en)                                            | 2-1 |     | 1-2 | 1-3 | 3-1 | 1-2 | 2-3 | 2-0 | 5-3 | 2-0 |
| CD Marathon                                                | 2-2 | 0-2 |     | 4-0 | 1-0 | 2-1 | 0-2 | 1-0 | 1-1 | 1-1 |
| CD Motagua                                                 | 0-2 | 2-1 | 2-0 |     | 2-0 | 1-0 | 0-0 | 2-1 | 0-4 | 1-0 |
| CD Olimpia                                                 | 2-0 | 0-0 | 0-1 | 0-2 |     | 2-2 | 2-1 | 1-0 | 2-1 | 2-0 |
| CD Platense                                                | 1-1 | 2-2 | 1-2 | 1-0 | 1-2 |     | 0-1 | 2-1 | 2-1 | 2-0 |
| Real España                                                | 2-0 | 2-2 | 2-2 | 3-2 | 2-2 | 4-0 |     | 3-1 | 1-1 | 2-0 |
| Real Juventud (en)                                         | 0-3 | 3-1 | 0-1 | 1-1 | 0-0 | 1-1 | 0-1 |     | 2-0 | 0-1 |
| CD Victoria                                                | 1-0 | 1-2 | 2-2 | 0-4 | 1-1 | 1-2 | 1-0 | 1-0 |     | 1-0 |
| CD Vida                                                    | 0-0 | 1-1 | 1-3 | 1-1 | 0-1 | 1-1 | 2-3 | 1-2 | 0-1 |     |
| - Victoire à domicile - Match nul - Victoire à l'extérieur |     |     |     |     |     |     |     |     |     |     |

### La Phase Finale
Les quatre équipes qualifiées sont réparties dans le tableau final d'après leur classement général, le deuxième affrontant le troisième et le premier affrontant le quatrième lors des demi-finales.
En cas d'égalité sur la somme des deux matchs, c'est la position au classement général qui départage les deux équipes, sauf pour la finale où des prolongations puis une séance de tirs au but ont éventuellement lieu.

#### Tableau
|  |             |            |             |            |             |     |   |        |        |        |        |        |
|  | 1/2 finale  | 1/2 finale | 1/2 finale  | 1/2 finale | 1/2 finale  |     |   | Finale | Finale | Finale | Finale | Finale |
|  |             |            |             |            |             |     |   |        |        |        |        |        |
|  |             |            |             |            |             |     |   |        |        |        |        |        |
|  | Real España | (1)        | 1           | 3          |             |     |   |        |        |        |        |        |
|  | Real España | (1)        | 1           | 3          |             |     |   |        |        |        |        |        |
|  | CD Olimpia  | (4)        | 2           | 2          |             |     |   |        |        |        |        |        |
|  | CD Olimpia  | (4)        | 2           | 2          | Real España | (1) | 0 | 1      |        |        |        |        |
|  |             |            |             |            |             | (1) | 0 | 1      |        |        |        |        |
|  |             |            | CD Marathon | (2)        | 1           | 1   |   |        |        |        |        |        |
|  | CD Marathon | (2)        | CD Marathon | (2)        | 1           | 1   | 0 | 1      |        |        |        |        |
|  | CD Marathon | (2)        |             |            |             |     | 0 | 1      |        |        |        |        |
|  | CD Motagua  | (3)        | 1           | 0          |             |     |   |        |        |        |        |        |
|  | CD Motagua  | (3)        | 1           | 0          |             |     |   |        |        |        |        |        |

#### Demi-finales
| Club        | Aller | Retour | Club       | Commentaire |
| Real España | 1-2   | 3-2    | CD Olimpia |             |
| CD Marathon | 0-1   | 1-0    | CD Motagua |             |

#### Finale
| Match aller     | CD Marathon           | 1:0   | Real España | Stade Yankel Rosenthal                         |                                                |
| 7 décembre 2008 | Carlos Will Mejía 58e | (0:0) |             | Spectateurs : 13 429 Arbitrage : Oscar Moncada | Spectateurs : 13 429 Arbitrage : Oscar Moncada |

| Match retour     | Real España           | 1:1   | CD Marathon            | Stade Francisco Morazán                        |                                                |
| 13 décembre 2008 | Everaldo Ferreira 33e | (1:0) | Mario René Berríos 90e | Spectateurs : 19 000 Arbitrage : Gaspar Molina | Spectateurs : 19 000 Arbitrage : Gaspar Molina |

## Bilan du tournoi
| Tableau d'Honneur     |             |
| Compétition           | Vainqueur   |
| Tournoi Apertura 2008 | CD Marathon |

| Qualifications continentales 2009-2010 |             |
| Ligue des champions                    | Qualifiés   |
| Phase de groupes/Tour Préliminaire     | CD Marathon |

## Statistiques

### Buteurs
| Rang | Nom               | Équipe          | Buts |
| 1    | Everaldo Ferreira | Real España     | 13   |
| 2    | Marcelo Cabrita   | CD Platense     | 11   |
| 3    | Leonardo Isaula   | Hispano FC (en) | 9    |
| 3    | Allan Lalín       | Real España     | 9    |
| 4    | Mauricio Copete   | CD Victoria     | 8    |
| 4    | Ney Costa         | Deportes Savio  | 8    |
| 4    | Milton Ruiz       | Hispano FC (en) | 8    |